# Lac-Boisbouscache
Lac-Boisbouscache est un territoire non organisé situé dans la municipalité régionale de comté des Basques, dans la région administrative du Bas-Saint-Laurent, au Québec.

## Géographie
À partir de son crénon, dans le sud-ouest de la municipalité, la rivière Boisbouscache en traverse le sud vers le sud-est.
les affluents de la rivière Boisbouscache : rivière aux Sapins, rivière Ferrée et rivière aux Bouleaux, traversent l'ouest vers le sud-ouest.
À partir du lac Moreau, dans le nord-est, rivière Plate coule vers le nord-est.
À partir du lac Éric, dans le centre-ouest, rivière Plate coule vers le nord-est.
À partir de son crénon, dans le nord-est, rivière à la Loutre(d) coule vers le nord-est.